# HD27285
HD27285 — хімічно пекулярна зоря спектрального класу A0, що має видиму зоряну величину в смузі V приблизно  9,7.
Вона  розташована на відстані близько 1411,9 світлових років від Сонця.

## Пекулярний хімічний вміст
Зоряна атмосфера HD27285 має підвищений вміст 
Eu
.